# Tyske østområder
De tyske østområder var den del af Tyskland, som lå øst for Oder-Neisse-linjen og efter 1945 blev underlagt Polen og Sovjetunionen. Det omfattede provinserne Østpreussen, størstedelen af Pommern og Schlesien samt den østligste del af Brandenburg.
Størstedelen af den tyske befolkning flygtede i den sidste tid af krigen, og mange havnede i Danmark eller det vestlige Nordtyskland, bl.a. Sydslesvig. Efter krigen blev de tilbageblevne fordrevet, bortset fra enkelte undtagelser. I det øvre Schlesien omkring Oppeln (Opole) fik befolkningen lov at blive, fordi de var kyndige i minedrift. I dag er området center for det tyske mindretal i Polen.